# Barone Berlinghieri
Barone Berlinghieri auch Barone di Berlinghiero da Lucca (nachweisbar von 1228 bis 1282 in Lucca) war ein Franziskaner und italienischer Maler.
Barone Berlinghieri war der Sohn des Berlinghiero Berlinghieri, von dem er auch ausgebildet wurde. Auch seine Brüder Bonaventura und Marco sind als Maler belegt. Erstmals erwähnt wird er gemeinsam mit Berlinghiero und Bonaventura in einer Liste der Bürger von Lucca aus dem Jahr 1228. Es wird angenommen, dass er der Ältere der drei Brüder war. 
Nach den Quellen malte er gegen 1243 ein Bild für den Erzbischof von Lucca und lieferte im Jahr 1256 ein Kruzifix für die Pfarrkirche von Casabasciana bei Lucca. 1282 begann er, für die Kirche San Francesco ein Kruzifix, eine Madonna und einen Heiligen Andreas zu malen. Ob er diese noch vollendete, ist unbekannt.
Von seinen in den Quellen genannten Werken hat sich keines erhalten, so dass es der Kunstwissenschaft bisher unmöglich war, ihm noch heute erhaltene Werke zuzuweisen.